# Elecciones municipales de Coronel Portillo de 1995
Las elecciones municipales de Coronel Portillo de 1995 se llevaron a cabo el 12 de noviembre de 1995 para elegir al alcalde y al Concejo Provincial de Coronel Portillo para el periodo 1996-1998. La elección se celebró simultáneamente con elecciones municipales en todo el país.

## Sistema electoral
La Municipalidad Provincial de Coronel Portillo es el órgano administrativo y de gobierno de la provincia de Coronel Portillo. Está compuesta por el alcalde y el Concejo Provincial.
La votación del alcalde y el concejo se realiza en base al sufragio universal, que comprende a todos los ciudadanos nacionales mayores de dieciocho años, empadronados y residentes en la provincia de Coronel Portillo y en pleno goce de sus derechos políticos, así como a los ciudadanos no nacionales residentes y empadronados en la provincia de Coronel Portillo.
El Concejo Provincial de Coronel Portillo está compuesto por 19 regidores elegidos por sufragio directo para un período de tres (3) años, en forma conjunta con la elección del alcalde (quien lo preside). La votación es por lista cerrada y bloqueada. Se asigna a cada lista los escaños según el método d'Hondt o la mitad más uno, lo que más le favorezca. Es elegido como alcalde el candidato que ocupe el primer lugar de la lista que haya obtenido la más alta votación.

## Composición del Concejo Provincial de Coronel Portillo
La siguiente tabla muestra la composición del Concejo Provincial de Coronel Portillo antes de las elecciones.
| Partidos | Partidos                                                           | Regidores |
| -------- | ------------------------------------------------------------------ | --------- |
|          | Acción Popular                                                     | 11        |
|          | Lista Independiente Movimiento Independiente Renovador Moralizador | 4         |
|          | Lista Independiente Vecinal Ucayalina                              | 3         |
|          | Movimiento Libertad                                                | 1         |

## Partidos y candidatos
A continuación se muestra una lista de los principales partidos y alianzas electorales que participaron en las elecciones:
| Candidatura | Candidatura | Partidos y alianzas                                                              | Candidatos | Candidatos                 | Ideología                                | Resultado previo | Resultado previo | Ref. |
| Candidatura | Candidatura | Partidos y alianzas                                                              | Candidatos | Candidatos                 | Ideología                                | Votos (%)        | Reg.             | Ref. |
| ----------- | ----------- | -------------------------------------------------------------------------------- | ---------- | -------------------------- | ---------------------------------------- | ---------------- | ---------------- | ---- |
|             | AP          | Lista - Acción Popular (AP)                                                      |            | Sin información disponible | Humanismo Nacionalismo cívico Reformismo | 22.5%            | 11               |      |
|             | IND         | Lista - Lista Independiente N° 5 Popular Ucayalina                               |            | Sin información disponible | Localismo portillano                     | Nuevo            | Nuevo            |      |
|             | IND         | Lista - Lista Independiente N° 13 Pucallpa 95                                    |            | Sin información disponible | Localismo portillano                     | Nuevo            | Nuevo            |      |
|             | IND         | Lista - Lista Independiente N° 15 Movimiento Independiente Renovador Moralizador |            | Carlos Acho Mego           | Localismo portillano                     | Nuevo            | Nuevo            |      |
|             | IND         | Lista - Lista Independiente N° 17 Cambio y Mayoría                               |            | Sin información disponible | Localismo portillano                     | Nuevo            | Nuevo            |      |

Otros candidatos
| Partidos y alianzas | Partidos y alianzas                                                                              | Candidatos                 |
| ------------------- | ------------------------------------------------------------------------------------------------ | -------------------------- |
|                     | Lista Independiente N° 3 Fuerza Ucayalina                                                        | Sin información disponible |
|                     | Lista Independiente N° 9 Movimiento Independiente Trabajadores Vecinales Comerciantes y Agrarios | Sin información disponible |
|                     | Lista Independiente N° 11 Movimiento Popular Ecológico de Ucayali                                | Sin información disponible |
|                     | Lista Independiente N° 19 Juntos por Ucayali                                                     | Sin información disponible |
|                     | Lista Independiente N° 21 MISOCAM                                                                | Sin información disponible |
|                     | Lista Independiente N° 23 Movimiento Independiente Desarrollo Ucayalino                          | Sin información disponible |

## Resultados

### Sumario general
|                        |                                                                                                  |              |              |              |           |           |
| Partidos y coaliciones | Partidos y coaliciones                                                                           | Voto popular | Voto popular | Voto popular | Regidores | Regidores |
| Partidos y coaliciones | Partidos y coaliciones                                                                           | Votos        | %            | +/−          | Total     | +/−       |
|                        | Lista Independiente N° 15 Movimiento Independiente Renovador Moralizador                         | 21,877       | 31.75        | n/a          | 10        | +10       |
|                        | Lista Independiente N° 5 Popular Ucayalina                                                       | 14,933       | 21.67        | n/a          | 3         | +3        |
|                        | Lista Independiente N° 13 Pucallpa 95                                                            | 14,302       | 20.76        | n/a          | 3         | +3        |
|                        | Acción Popular (AP)                                                                              | 8,115        | 11.78        | –10.84       | 2         | –9        |
|                        | Lista Independiente N° 17 Cambio y Mayoría                                                       | 4,360        | 6.33         | n/a          | 1         | +1        |
|                        | Lista Independiente N° 11 Movimiento Popular Ecológico de Ucayali                                | 2,300        | 3.34         | n/a          | 0         | ±0        |
|                        | Lista Independiente N° 3 Fuerza Ucayalina                                                        | 1,117        | 1.62         | n/a          | 0         | ±0        |
|                        | Lista Independiente N° 21 MISOCAM                                                                | 666          | 0.97         | n/a          | 0         | ±0        |
|                        | Lista Independiente N° 9 Movimiento Independiente Trabajadores Vecinales Comerciantes y Agrarios | 526          | 0.76         | n/a          | 0         | ±0        |
|                        | Lista Independiente N° 19 Juntos por Ucayali                                                     | 366          | 0.53         | n/a          | 0         | ±0        |
|                        | Lista Independiente N° 23 Movimiento Independiente Desarrollo Ucayalino                          | 336          | 0.49         | n/a          | 0         | ±0        |
|                        |                                                                                                  |              |              |              |           |           |
| Total                  | Total                                                                                            | 68,898       |              |              | 19        | ±0        |
|                        |                                                                                                  |              |              |              |           |           |
| Votos válidos          | Votos válidos                                                                                    | 68,898       | 84.20        | +5.28        |           |           |
| Votos en blanco        | Votos en blanco                                                                                  | 6,806        | 8.32         | +4.11        |           |           |
| Votos nulos            | Votos nulos                                                                                      | 6,126        | 7.49         | –9.37        |           |           |
| Votos emitidos         | Votos emitidos                                                                                   | 81,830       | 68.85        | +5.30        |           |           |
| Abstenciones           | Abstenciones                                                                                     | 37,023       | 31.15        | –5.30        |           |           |
| Votantes registrados   | Votantes registrados                                                                             | 118,853      |              |              |           |           |
|                        |                                                                                                  |              |              |              |           |           |
| Fuente:                |                                                                                                  |              |              |              |           |           |

## Elecciones municipales distritales

### Resultados por distrito
La siguiente tabla enumera el control de los distritos de la provincia de Coronel Portillo. El cambio de mando de una organización política se resalta del color de ese partido.
| Distrito      | Alcalde(sa) titular                                            | Partido político                                               | Partido político                                               | Alcalde(sa) electo(a)                          | Partido político                               | Partido político                               |
| ------------- | -------------------------------------------------------------- | -------------------------------------------------------------- | -------------------------------------------------------------- | ---------------------------------------------- | ---------------------------------------------- | ---------------------------------------------- |
| Campoverde    | Afro Angulo Ríos                                               |                                                                | Democrático de Izquierda                                       | Afro Angulo Ríos                               |                                                | Lista Independiente N° 51                      |
| Iparía        | Elías Díaz Hoyos                                               |                                                                | Independiente de la Amazonía                                   | Gabino Muñoz Rengifo                           |                                                | Lista Independiente N° 47                      |
| Masisea       | Segundo Nájar Muñoz                                            |                                                                | Acción Popular                                                 | Elecciones municipales complementarias de 1996 | Elecciones municipales complementarias de 1996 | Elecciones municipales complementarias de 1996 |
| Nueva Requena | Creación del distrito (Ley N° 26352, 13 de septiembre de 1994) | Creación del distrito (Ley N° 26352, 13 de septiembre de 1994) | Creación del distrito (Ley N° 26352, 13 de septiembre de 1994) | José Escobedo García                           |                                                | Lista Independiente N° 15                      |
| Yarinacocha   | Hermenegildo del Águila Panduro                                |                                                                | Partido Aprista Peruano                                        | Gilberto Arévalo Riveiro                       |                                                | Lista Independiente N° 13                      |